# Шахы (Люблинское воеводство)
Шахы (пол. Szachy) — деревня в Бяльском повете Люблинского воеводства Польши. Входит в состав гмины Дрелюв. По данным переписи 2011 года, в деревне проживало 372 человека.

## География
Деревня расположена на востоке Польши, при железнодорожной линии Варшава-Западная — Тересполь, к югу от реки Кшны, на расстоянии приблизительно 15 километров к западу от города Бяла-Подляска, административного центра повета. Абсолютная высота — 146 метров над уровнем моря. К северу от населённого пункта проходит национальная автодорога 2.

## История
Согласно «Справочной книжке Седлецкой губернии на 1875 год» деревня входила в состав гмины Жероцин Радинского уезда Седлецкой губернии. В период с 1975 по 1998 годы входила в состав Бяльскоподляского воеводства.

## Население
Демографическая структура по состоянию на 31 марта 2011 года:
|         | Всего | До трудоспособного возраста | Трудоспособного возраста | Старше трудоспособного возраста |
| ------- | ----- | --------------------------- | ------------------------ | ------------------------------- |
| Мужчины | 179   | 44                          | 122                      | 13                              |
| Женщины | 193   | 59                          | 104                      | 30                              |
| Всего   | 372   | 103                         | 226                      | 43                              |